# Remigius Machura
Remigius Machura (* 3. Juli 1960 in Rychnov nad Kněžnou) ist ein ehemaliger tschechischer Kugelstoßer, der für die Tschechoslowakei startend in den 1980er Jahren international erfolgreich war.
Seine erste internationale Medaille gewann er bei den Halleneuropameisterschaften 1982 in Mailand, wo er mit 20,07 m den zweiten Platz hinter dem Jugoslawen Vladimir Milić belegte. Im selben Jahr wurde Machura bei den Europameisterschaften in Athen mit 20,59 m Dritter hinter Udo Beyer und Jānis Bojārs und konnte dabei Milic auf den vierten Platz verdrängen. Bei den Weltmeisterschaften 1983 in Helsinki gewann Machura wieder die Bronzemedaille, diesmal mit einer Weite von 20,98 m hinter Edward Sarul und dem späteren Olympiasieger Ulf Timmermann.
Die wohl stärkste Saison seiner Karriere hatte Machura 1985. In diesem Jahr wurde er sowohl Welt- als auch Europameister in der Halle. Bei den so genannten Hallenweltspielen in Paris verwies er mit einer Weite von 21,22 m Udo Beyer und Jānis Bojārs auf die Plätze. Bei den Halleneuropameisterschaften in Athen schlug er mit 21,74 m Timmermann sowie den späteren dreifachen Weltmeister Werner Günthör. Machuras Leistungen rückten allerdings in ein zweifelhaftes Licht, als er im selben Jahr positiv auf das anabole Steroid Stanozolol getestet wurde. Wegen dieses Dopingvergehens wurde er zunächst mit einer lebenslangen Wettkampfsperre belegt, die jedoch bereits nach zwei Jahren wieder ausgesetzt wurde.
So durfte Machura an den Weltmeisterschaften 1987 in Rom teilnehmen, wo er mit 21,39 m Vierter wurde. Bei den Halleneuropameisterschaften 1988 in Budapest gewann er mit 21,39 m den Titel vor Karsten Stolz und Georgi Todorow. Später in der Saison belegte Machura bei den Olympischen Spielen in Seoul mit 20,57 m den fünften Rang. 1992 beendete er seine internationale Laufbahn und wurde Trainer in der Leichtathletikabteilung von Sparta Prag.
Remigius Machura hatte bei einer Körpergröße von 1,86 m ein Wettkampfgewicht von 118 kg. Sein Sohn Remigius Machura ist ebenfalls Kugelstoßer und wurde 2005 Junioreneuropameister.

## Bestleistungen
- Kugelstoßen: 21,93 m, 23. August 1987, Prag
  - Halle: 21,79 m, 13. Februar 1985, Prag